# Kroniki dyplomatyczne
Kroniki dyplomatyczne (fr. Quai d’Orsay) – francuski komiks autorstwa scenarzysty Abla Lanzaka (właściwie Antonin Baudry) i rysownika Christophe'a Blaina, wydany w dwóch tomach przez Dargaud w latach 2010–2011. W Polsce komiks ukazał się w 2015 w tomie zbiorczym wydanym przez oficynę Timof i cisi wspólnicy.

## Fabuła
Inspiracją dla Kronik dyplomatycznych były doświadczenia scenarzysty komiksu Antonina Baudry'ego z pracy w Ministerstwie Spraw Zagranicznych Francji (zwanym potocznie Quai d’Orsay od nazwy bulwaru w Paryżu, przy którym znajduje się to ministerstwo). Historia rozgrywa się w otoczeniu fikcyjnego ministra Taillarda de Vorms (wyraźnie przypominającego Dominique'a de Villepin). Głównym bohaterem jest Arthur Vlaminck, młody człowiek zaangażowany do pisania przemówień ministra. Pierwszy tom w humorystyczny sposób pokazuje kulisy dyplomacji: administrację w działaniu, zespoły biorące udział w złożonych negocjacjach, chwile podejmowania trudnych decyzji. Drugi tom opowiada o przygotowaniach do przemówienia ministra de Vorms w siedzibie ONZ w Nowym Jorku, wyrażającego sprzeciw wobec interwencji wojskowej w Lousdem – fikcyjnym kraju podejrzewanym o posiadanie broni masowego rażenia (będącym odpowiednikiem Iraku). Jest to odniesienie do wypowiedzi Dominique'a de Villepin w ONZ 14 lutego 2003 roku.

## Tomy
| Tom | Tytuł i rok wydania polskiego | Tytuł i rok wydania oryginalnego |
| --- | ----------------------------- | -------------------------------- |
| 1   | Kroniki dyplomatyczne (2015)  | Quai d'Orsay, tome 1 (2010)      |
| 2   | Kroniki dyplomatyczne (2015)  | Quay d'Orsay, tome 2 (2011)      |

## Nagrody
Drugi tom Kronik dyplomatycznych został w 2012 roku uhonorowany Nagrodą za najlepszy komiks na Międzynarodowym Festiwalu Komiksu w Angoulême.

## Adaptacja filmowa
W 2013 roku miała miejsce premiera filmowej adaptacji Kronik dyplomatycznych, zatytułowanej Quai d’Orsay (w Polsce znanej jako Francuski minister), w reżyserii Bertranda Taverniera.